# Río Lunga (Islas Salomón)
El Lunga es un río en la costa norte de Guadalcanal, situado cerca de Punta Lunga y con un tributario en el Estrecho del Fondo de Hierro (llamado Estrecho Sealark antes de la Segunda Guerra Mundial).